# Basse-cour (élevage)
 (décembre 2016).
Pour les articles homonymes, voir Basse-cour.

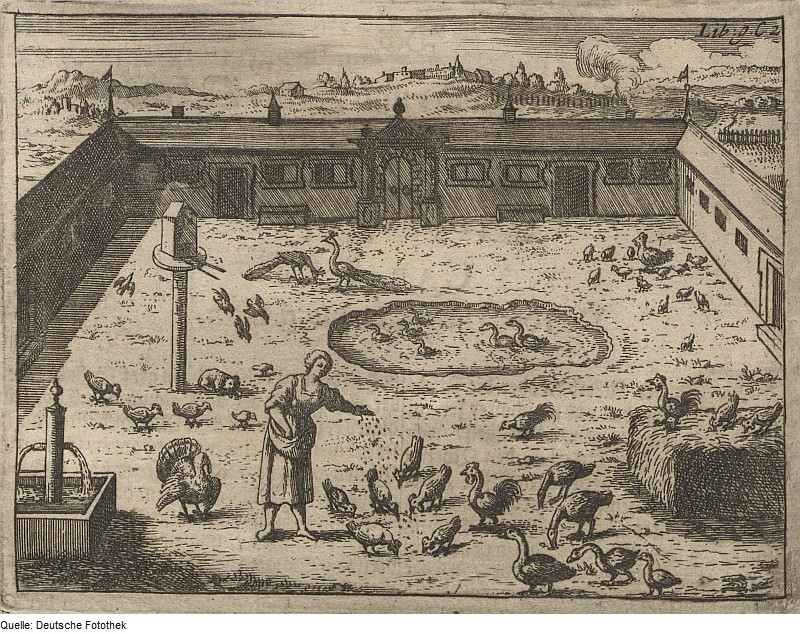
Fermière nourrissant des animaux de basse-cour, gravure sur cuivre de l'édition de 1695 des Georgica curiosa de Wolf Helmhardt von Hohberg.

La basse-cour ou bassecour, également appelé cour de ferme, est un élevage, non industriel et de petite taille, de petits animaux domestiques ou sauvages destinés ou non à la consommation. On parle aussi de basse-cour d'élevage, basse-cour de ferme, basse-cour paysanne, basse-cour campagnarde, basse-cour familiale[citation nécessaire].

## Origine
Initialement, la basse-cour était la zone enceinte par une fortification castrale. Les premiers châteaux forts médiévaux étaient constitués sur le modèle « motte et basse cour » ou motte castrale. Elle servait de refuge pour les populations et leur cheptel que le château devait protéger.
Cette basse cour fortifiée a donné son nom à la basse-cour d’élevage qui vise à nourrir la famille, à remplir les édredons, fournir de l'engrais… Les animaux sont nourris en partie à partir des déchets agricoles de la ferme et participent ainsi à l’entretien des abords (pré, cour, étable, hangar, mare, voire potager). Les animaux non volants (« désailage ») y sont en liberté ou semi-liberté le jour et sont enfermés la nuit à l’abri des vols et prédations (renard, fouine, belette, etc.).

## Objectif
La finalité de la basse-cour d’élevage est double :
- produire de la viande, des œufs ou d’autres produits (plumes, duvet…) à des fins de consommation personnelle ou de commercialisation locale,
- entretenir de petits animaux pour l’agrément (esthétique, reproduction, soins, compagnie), tout en les consommant ou pas.

## Situation
Elle est située, le plus souvent, au sein d’une ferme familiale (on peut la nommer « basse-cour de ferme » ou « basse-cour paysanne ») mais elle peut être également attenante à une maison d’habitation.
La campagne est le lieu de prédilection des basses-cours d’élevage. On en trouve quelques-unes en ville, mais le manque d’espace et les nuisances occasionnées aux voisins en ont limité les espèces.
Les animaux élevés sont, en général, en nombre réduit (quelques dizaines d'unités) et de plusieurs types (poule et canard, poule et lapin…).

## Alimentation des animaux
L’alimentation des animaux peut être mixte, une part est prélevée par les animaux sur leur parcours, une autre part complémentaire est éventuellement apportée par l’homme si une production et reproduction est espérée.

## Motifs de régression et de survivance du nombre de basses-cours
En France, la spécialisation des exploitations dans certaines productions agricoles et la baisse du nombre d’agriculteurs ont entrainé la régression des basses-cours que l’on rencontrait systématiquement dans les cours de fermes jusque dans les années 1950. Nombre de familles ne disposent plus de temps suffisant pour s’occuper de la basse-cour.
L’industrialisation de l’élevage des volailles a en outre mis sur le marché ses produits « bon marché » de qualité largement inférieure, rendant banale et quelconque une viande dite « du dimanche » excellente et autrefois très prisée.
Aujourd’hui dans les campagnes, les basses-cours sont à usage essentiellement familial. Les animaux produits ne se retrouvent dorénavant que très peu sur les marchés. Elles sont tenues assez fréquemment par des personnes âgées ce qui leur assure un complément nutritionnel et pécuniaire parfois indispensable à leurs petites pensions de retraites.
La qualité des produits de la basse-cour comparée à celle de l’élevage intensif, ainsi qu’un plus faible coût à l'achat comparé à celui de l’élevage en série de type biologique ou fermier, incitent tout campagnard à avoir une petite basse-cour adaptée à ses possibilités et à sa consommation.
Avec l'emploi majoritaire de garnitures synthétiques pour des literies à durée de vie réduite, ainsi que l’élévation du niveau de vie, le besoin de produire des plumes et du duvet pour ses besoins propres est devenu anecdotique.
En 2020, à la suite du premier confinement et de la pénurie d'œufs dans les supermarchés, de plus en plus de Français ont choisi d'élever quelques poules afin de produire leurs propres œufs. La basse-cour pourra alors avoir de beaux jours devant elle si cette mode se durabilise. L'avenir de la basse-cour est peut-être le retour au simple poulailler accompagné d'un clapier.

## Avantages
- Pour le « coup d'œil » et l'ambiance : de belles races de volailles, de canards et de lapins présentent des animaux agréables à regarder (canard pompon, poule nègre-soie, lapin nain angora ou paon…)
- Pour le goût et la nutrition : absence de chimie, viandes produites de qualité, fraîcheur des œufs produits par des volailles libres et à l'alimentation variée
- Pour l'engrais : production d'engrais/amendement pour les plantes, le jardin nourricier..
- Pour les satisfactions, joies, plaisir et éducation des enfants : le moment du ramassage des œufs, les visiteurs sont souvent charmés par les progénitures diverses (poussins, canetons et minuscules cailleteaux).
- Le sacrifice des animaux peut être très éducatif dans la mesure où il rend concrète la provenance de la viande que l'on consomme et la nécessité de ne pas la gaspiller par respect envers l'animal qui l‘a fournie.

## Contrainte

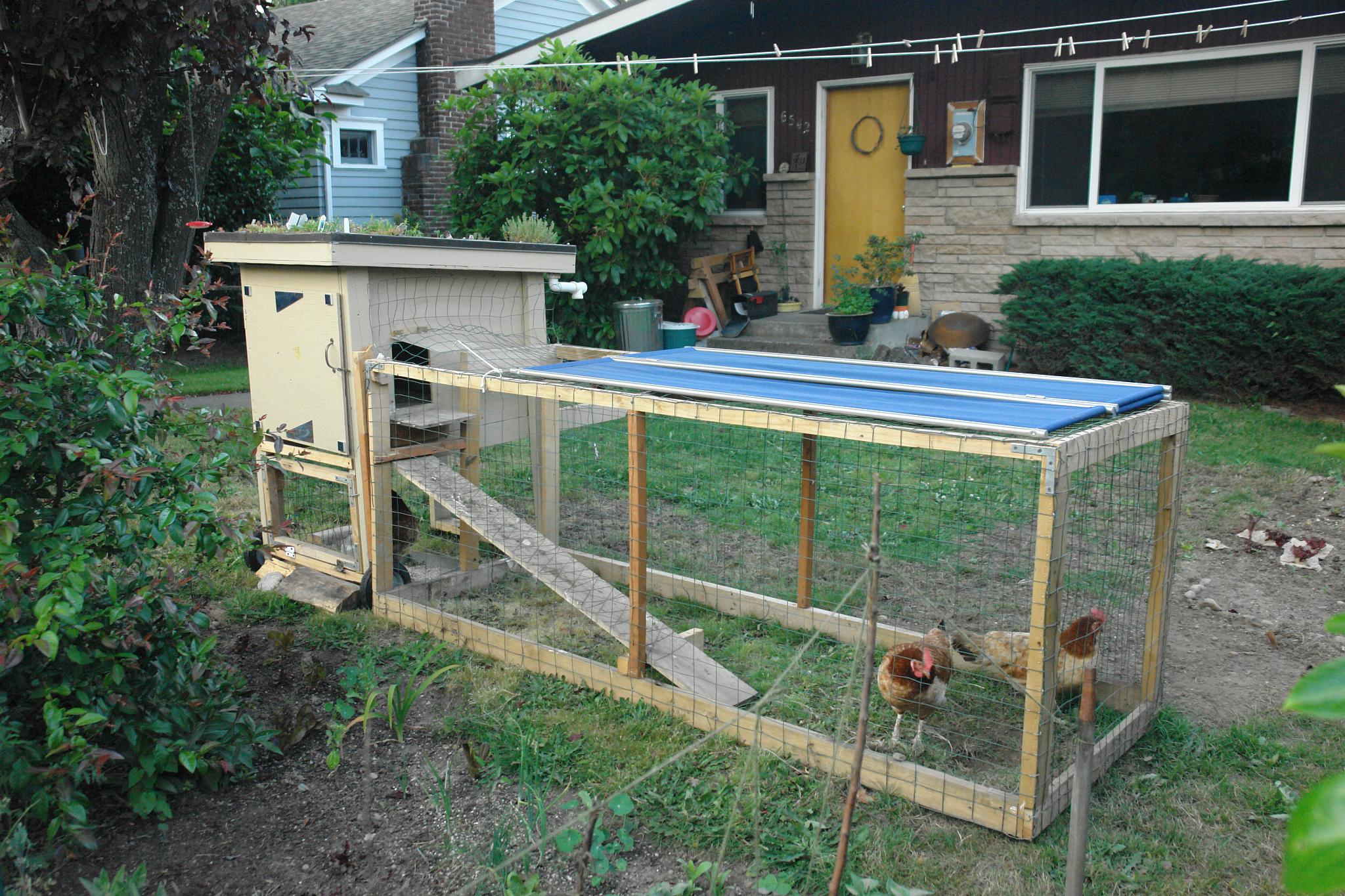
Un tracteur à poules (poulailler mobile) dans un jardin aux États-Unis.

En contrepartie de la qualité obtenue et des joies procurées par l’élevage familial, une basse-cour d’élevage présente des contraintes :
- En milieu urbain, une basse-cour donnera beaucoup de travail pour ne pas déranger le voisinage souvent trop proche.
- il faut de l’espace, une infrastructure d’hébergement adaptée, du petit matériel, des aliments, des produits de nettoyage, des moyens adaptés de lutte contre les maladies éventuelles et les prédateurs ;
- il faut du temps quasi-quotidien à consacrer aux animaux et ne pas quitter les lieux plus d’une semaine d’affilée ; le temps de construction de l’infrastructure peut s’avérer important si l’on n’a pas de structure déjà existante mais on peut observer ;
- les nuisances sonores peuvent être plus ou moins importantes selon les animaux : oies, pintades, coq, sont assez bruyants (le chant de ce dernier, à l'aube les matins d'été, peut être considéré répréhensible par la loi si ce n'est pas l'usage dans un lieu donné[2].

## Peuplement
Petits animaux rencontrés dans une basse-cour d'élevage, en France : 
|  | Animal                                        |  | Espace      | Habitat               | Bruit                    | Volant   | Chair | Œuf de consommation                     |
|  | caille, caille, cailleteau                    |  | très réduit | cage chauffée         | faible sauf mâle bruyant | un peu   | X     | ~150 /an                                |
|  | canard, cane, caneton                         |  | moyen       | cabane, pré, mare     | moyen                    | peu      | X     | 100 à 200 / an, pour les races de ponte |
|  | coq, poule, poussin, poulet, chapon, poularde |  | moyen       | poulailler, pré       | fort pour le coq         | très peu | X     | 100 à 300 /an, selon la race et l'âge   |
|  | dindon, dinde, dindonneau                     |  | moyen       | cabane, pré           | moyen                    | un peu   | X     |                                         |
|  | faisan, faisane, faisandeau                   |  | grand       | volière               | moyen                    | oui      | X     |                                         |
|  | jars, oie, oison                              |  | grand       | cabane, pré           | fort                     | très peu | X     |                                         |
|  | lapin, lapine, lapereau                       |  | réduit      | clapier               | faible                   |          | X     |                                         |
|  | cochon d'inde, bébé cochon d'inde             |  | réduit      | clapier               | faible                   |          | X     |                                         |
|  | paon, paonne, paonneau                        |  | très grand  | cabane, pré, arbre    | fort                     | oui      |       |                                         |
|  | perdrix, perdreau                             |  | moyen       | volière               | moyen                    | oui      | X     |                                         |
|  | pigeon, pigeonne, pigeonneau                  |  | réduit      | pigeonnier ou volière | moyen                    | oui      | X     |                                         |
|  | pintard, pintade, pintadeau                   |  | moyen       | poulailler, pré       | fort                     | oui      | X     |                                         |

Nota : la sélection des types d'animaux et races est fonction de l’objectif poursuivi (production de viande, ponte de consommation ou de reproduction, décoration ou esthétique).

## Processus type pour créer une basse-cour
- Avoir une idée claire du type de basse-cour recherchée (agrément seul, agrément et production, production de chair ou d’œufs à consommer, reproduction)
- Identifier les ressources d'espace (surface totale, surface en pré, point d’eau, zone « constructible » pour l’hébergement)
- Se documenter sur l’animal visé (caractéristique, spécificités, hébergement, nourriture, reproduction, productivité en chair ou en œufs, maladie, nuisances, exigences légales, prédateurs, soins, surface par animal) ; la littérature est abondante
- Choisir une première liste d’animaux et de race possibles selon les points précédents
- Quantifier approximativement le nombre probable de chaque type d’animal (selon la finalité, la productivité, le besoin de consommation, l’espace disponible…)
- Dans certains cas, demander à la mairie quelles sont les contraintes légales pour une nouvelle basse-cour
- Rencontrer d’autres éleveurs en basse-cour de la région afin de voir leur installation et recevoir leurs conseils ou recommandations (nourriture, prédateurs, maladies)
- Éventuellement, prendre l’avis des voisins immédiats à l’idée d'avoir une basse-cour à côté de chez eux
- Arrêter la liste des animaux retenus
- Aménager l’hébergement adapté aux animaux et à leur nombre
- Acquérir les moyens et nourriture nécessaires
- Acquérir et installer les animaux démarrés (les jeunes sujets achetés autonomes dans le commerce s'acclimatent bien et ne sont pas fragiles contrairement aux jeunes produits par soi-même qui nécessitent beaucoup d’attention et d’expérience)

## Galerie

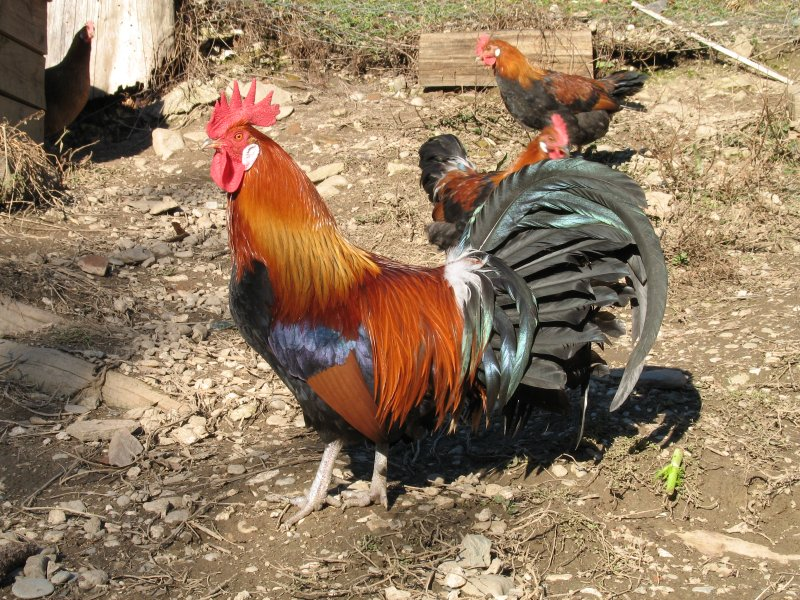
coq gaulois et poules
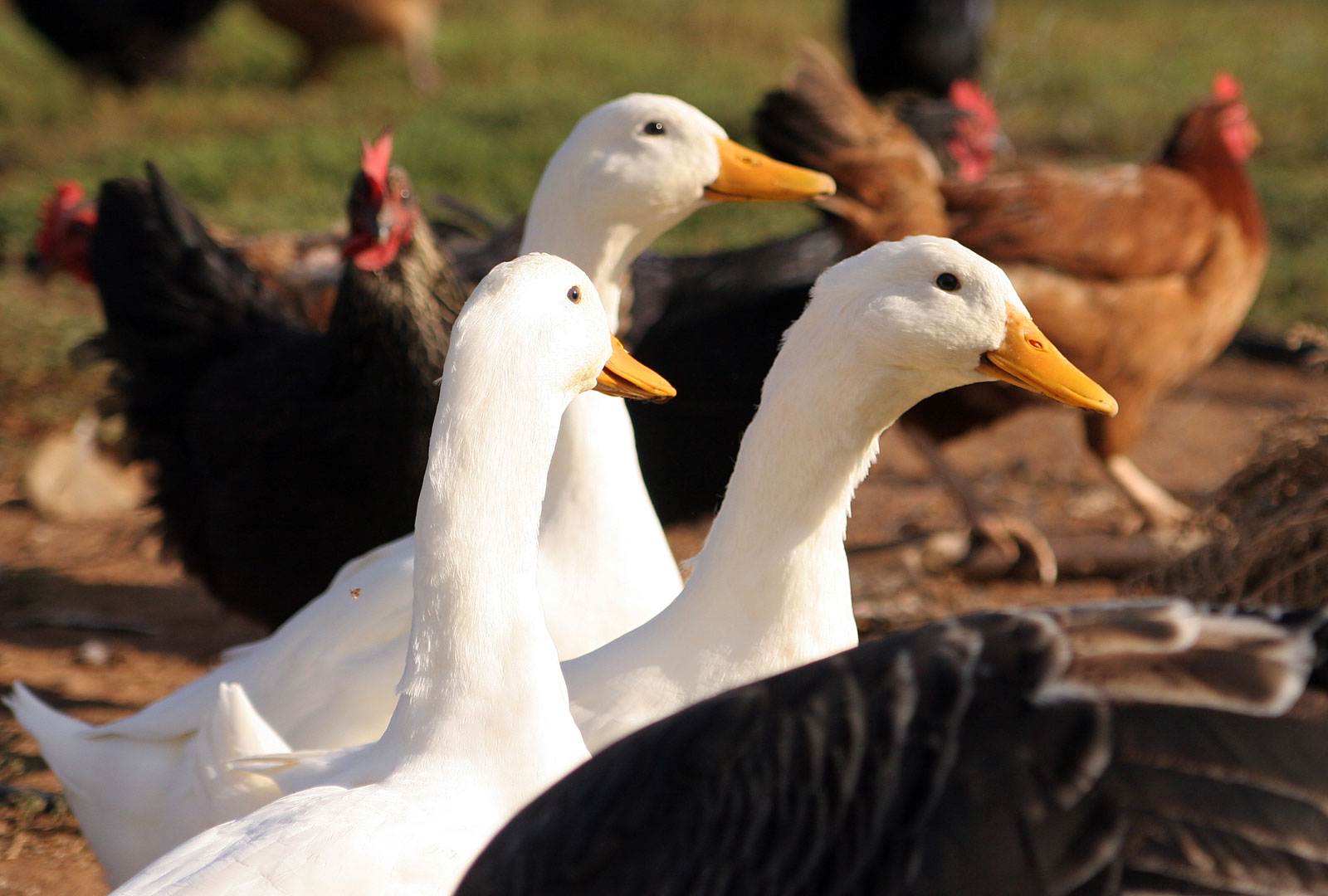
canards et poules
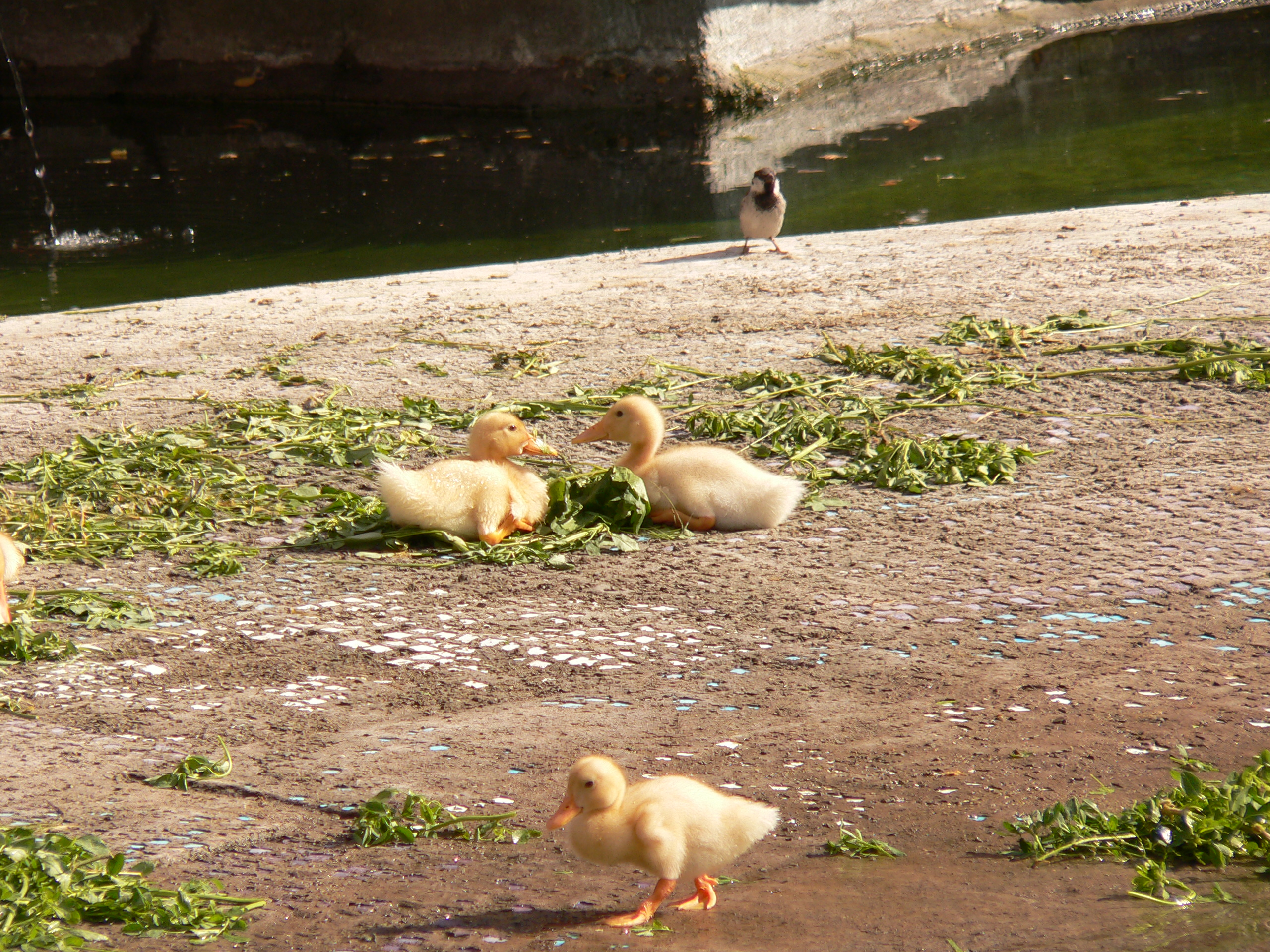
canetons
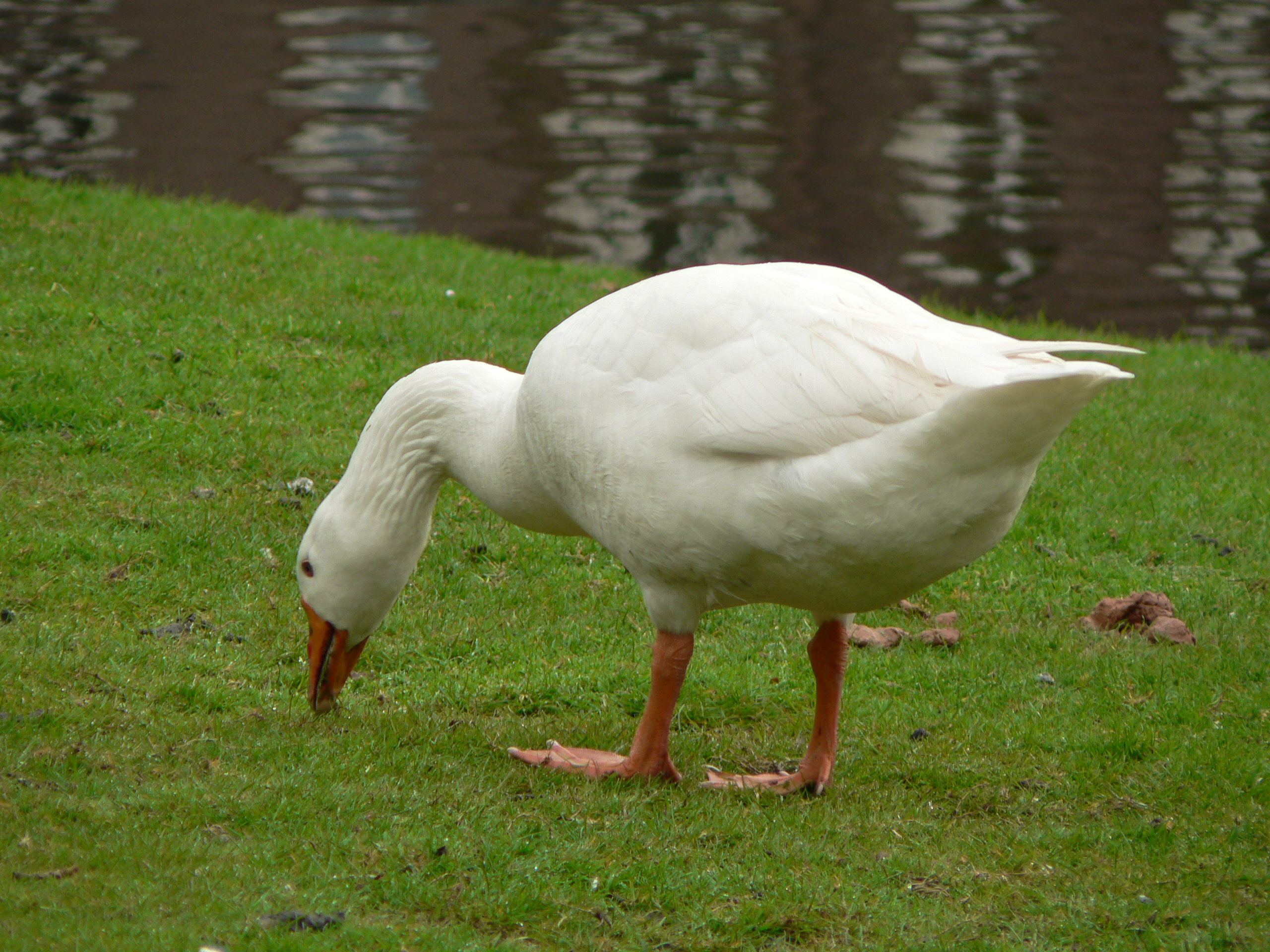
oie
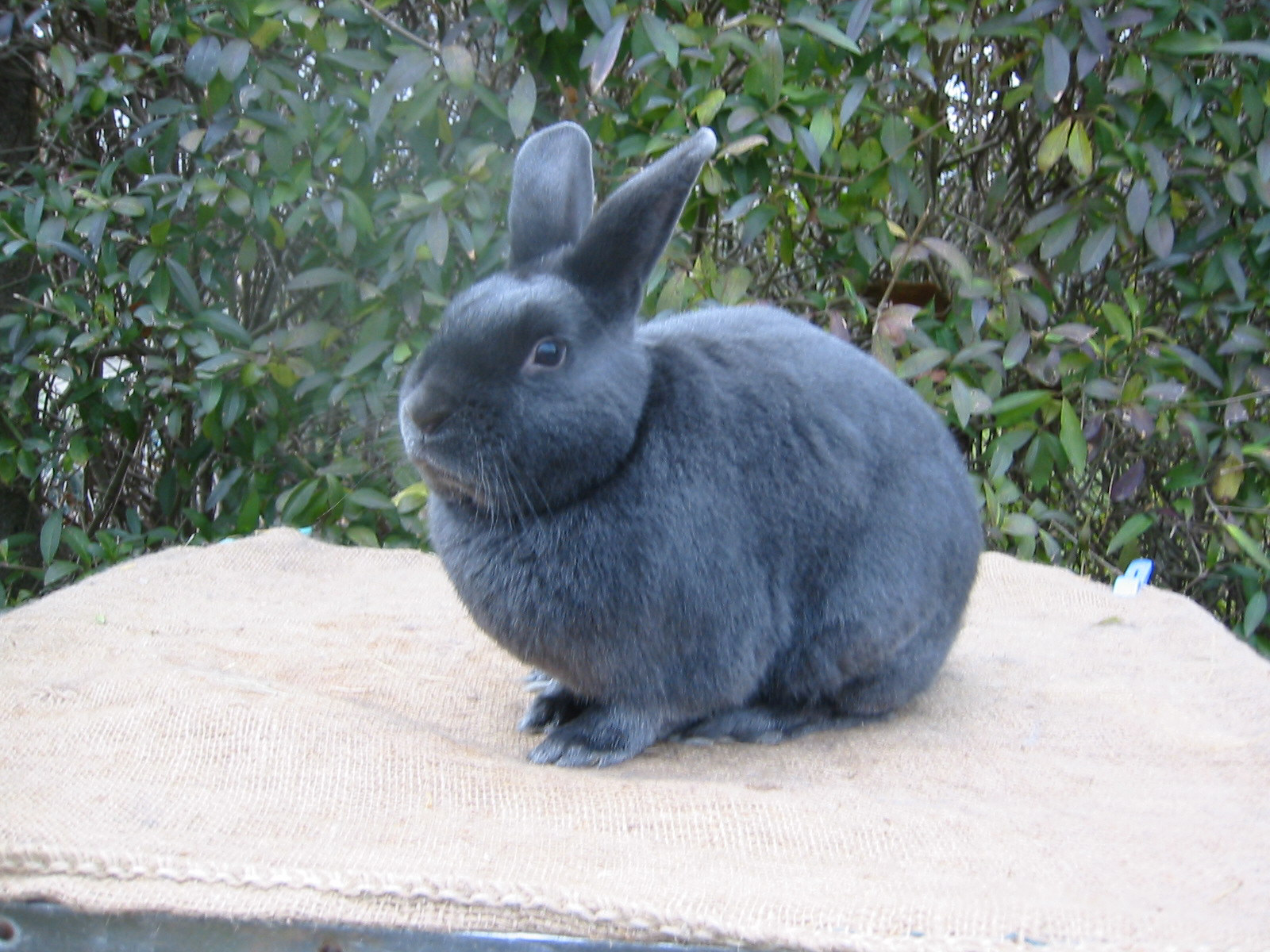
lapin bleu
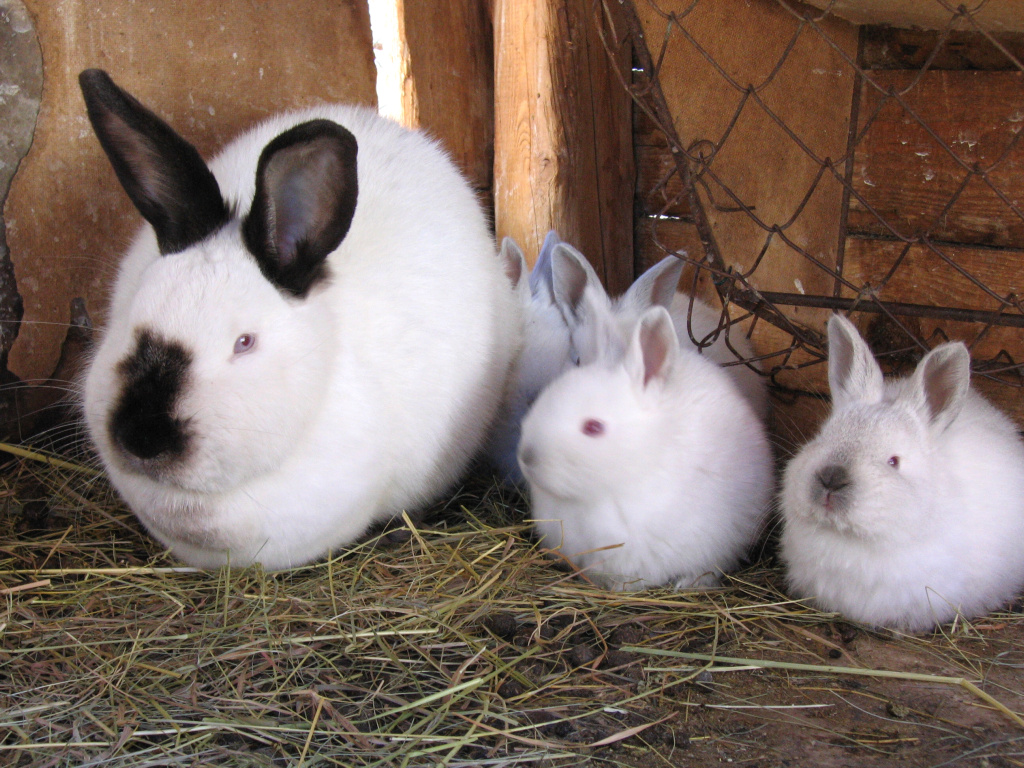
lapine et lapereaux
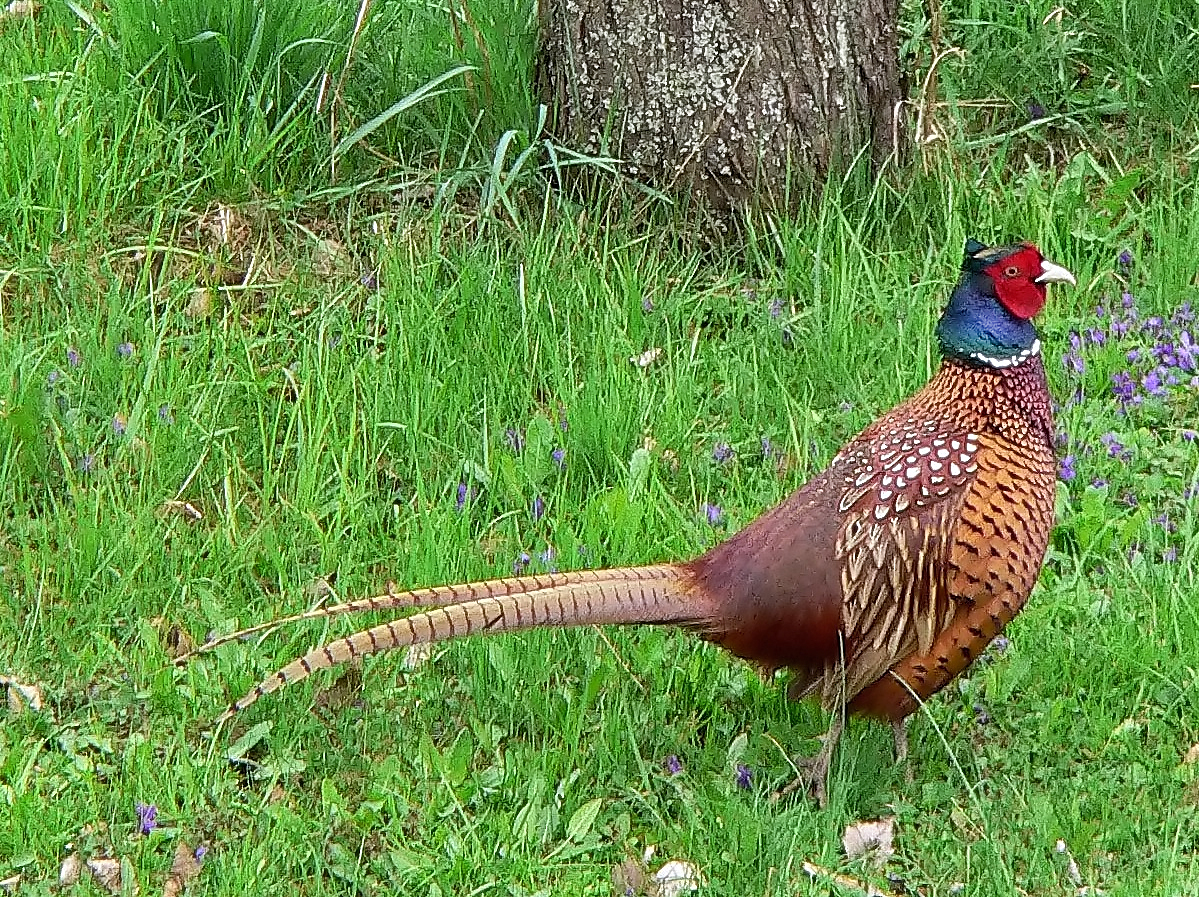
faisan commun
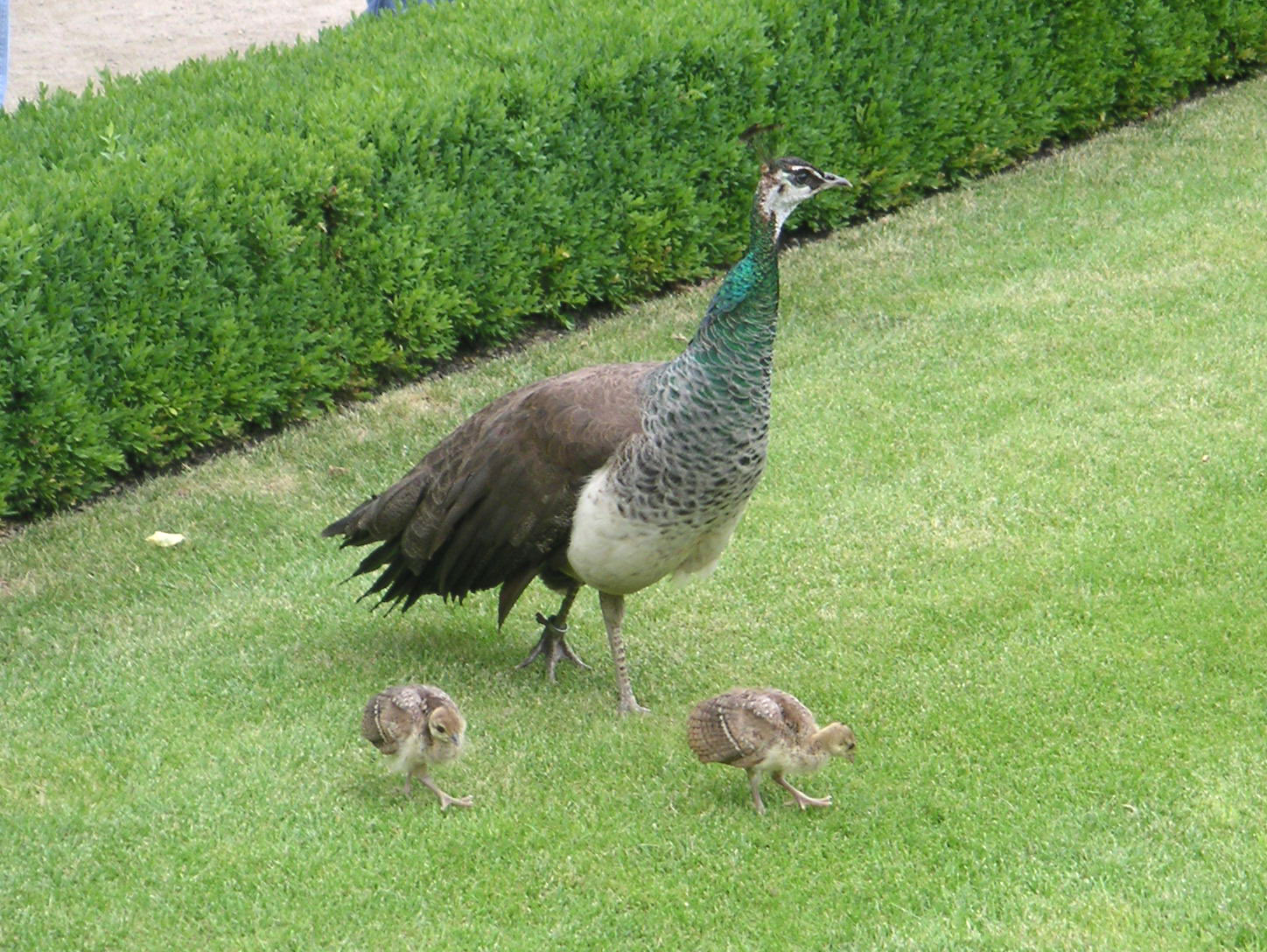
paonne et ses petits